# Кадима
Кадима (што значи „напред“ на хебрејском језику: קדימה, бивше име Национална одговорност хебрејски: אחריות לאומית) је израелска политичка странка која настоји постати део центра. Основао ју је премијер Аријел Шарон након изласка из десничарске странке Ликуд 21. новембра 2005. Лидер партије је Акрам Хасон. Председник Израела Шимон Перес такође је члан Кадиме.

## Вође Кадиме
- Аријел Шарон.
- Ехуд Олмерт.
- Ципи Ливни.